# Adam Easton
Pour les articles homonymes, voir Easton.
Adam Easton, le cardinal anglais, né à Easton en Angleterre vers 1328/1338 et mort à Rome le 15 septembre 1397, est un cardinal anglais du XIVe siècle. Il est membre de l'ordre des bénédictins.

## Repères biographiques
Easton étudie à l'université d'Oxford. Il témoigne contre John Wycliff et est professeur de théologie à l'université d'Oxford. Il se rend à Avignon et fait partie de la cour de Grégoire XI après le déménagement du pape à Rome. 
Easton est créé cardinal par le pape Urbain VI lors du consistoire du 21 décembre 1381. Il est nommé doyen de York Minster en 1382. 
Avec les cardinaux Giovanni d'Amelia, Bartolomeo de Coturno, Gentile di Sangro, Marino Giudice et Ludovico Donato, il conspire contre le pape Urbain VI. Ils sont arrêtés et ils avouent leur culpabilité après de tortures. Les cardinaux, sauf Easton (après intervention du roi Richard II) même, sont exécutés. Easton perd son cardinalat, mais il est restauré par le pape Boniface IX en 1389.
Easton  représente les intérêts de l'Angleterre à Rome. De retour à Oxford, il est l'auteur de plusieurs livres en latin, en grec et en hébreu. Le cardinal Easton serait le compositeur pour l'office de la fête de la visitation de la Vierge Marie, étendue par le pape à toute l'église. Il est aussi promoteur de la canonisation de Brigitte de Suède. Easton est administrateur apostolique de Londres.[réf. nécessaire]